# الدوري المنغولي لكرة القدم 2005
الدوري المنغولي لكرة القدم 2005 هو موسم من الدوري المنغولي لكرة القدم. فاز فيه Khoromkhon FC ‏.